# MACS J1149 Lensed Star 1
MACS J1149 Lensed Star 1, también conocida como Ícaro y (S1), es una estrella supergigante azul observada a través de una lente gravitacional.  Es la estrella individual más distante detectada, a 14.400 millones de años luz de la Tierra (tiempo cósmico de 9,34 mil millones de años; desplazamiento al rojo z=1.49), a partir de abril de 2018.
La luz de la estrella se emitió 4.400 millones de años después del Big Bang.
Según el codescubridor Patrick Kelly, la estrella está al menos un centenar de veces más distante que la siguiente estrella no supernova más lejana, y es la primera vez que se observa una estrella individual magnificada.

## Historia

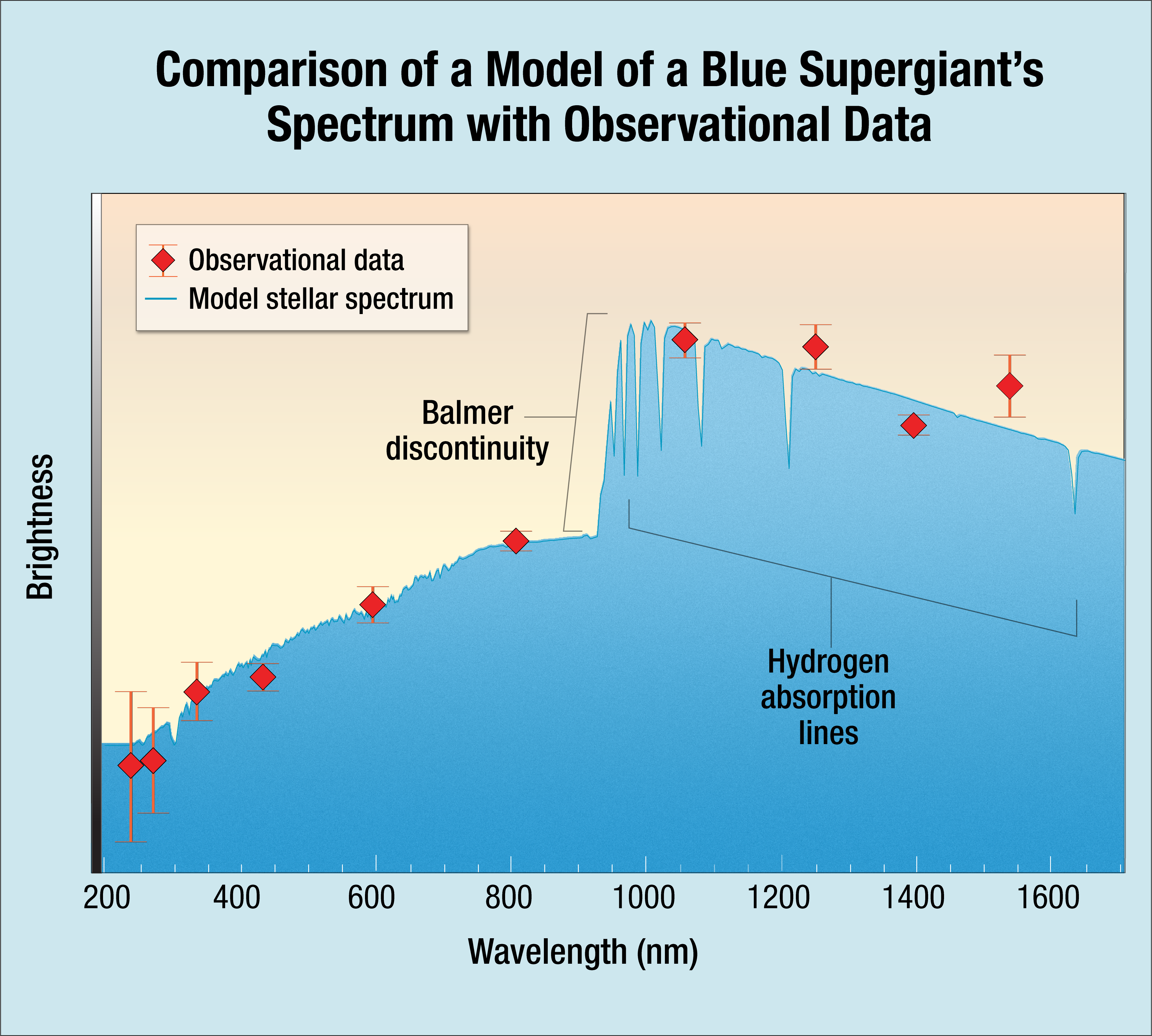
Comparación del espectro de Ícaro con el modelo de un espectro estrella azul supergigante

La estrella se encontró en el curso de estudiar la supernova SN Refsdal con el telescopio espacial Hubble. Mientras habían estado recolectando imágenes de esta nova a partir de 2004, descubrieron una fuente puntual que había aparecido en sus imágenes de 2013, y se volvieron mucho más brillantes para 2016. Determinaron que la fuente puntual era una estrella solitaria que se magnificaba más de 2000 veces, usando un lente gravitacional de cúmulo de galaxia.
La luz de LS1 se magnificó no solo por la enorme masa total del cúmulo de galaxias MACS J1149+2223, ubicado a 5000 millones de años luz de distancia, sino también por otro objeto compacto de aproximadamente tres masas solares dentro del cúmulo de galaxias en sí; un efecto conocido como microlente gravitacional.
Normalmente, los únicos objetos astronómicos que se pueden detectar en este rango serían galaxias enteras o supernovas, pero la luz de la estrella se magnificó por el efecto de microlente. Ellos determinaron que la luz era una estrella y no una supernova ya que su temperatura no fluctuaba; la temperatura también les permitió catalogar a la estrella como una supergigante azul.
Con la edad del universo estimada en 13.800 millones de años, la luz observada desde la estrella se generó aproximadamente 3/4 hacia atrás desde la edad del universo. Kelly sugirió que los descubrimientos de microlentes similares podrían ayudarlos a identificar las primeras estrellas del universo.
Como la estrella era una supergigante azul hace 9000 millones de años, es poco probable que exista en esa forma en este momento, dada la vida esperada de gigantes azules similares.

## Nombre
El nombre formal MACS J1149 es una referencia a MAssive Cluster Survey (MACS) y las coordenadas de la estrella en la época astronómica J2000.
Mientras que Kelly había querido nombrar a la estrella Warhol, aludiendo a la noción de Andy Warhol de tener 15 minutos de fama, el equipo terminó nombrando a la estrella Ícaro basándose en la figura mitológica griega.

## Implicaciones astrofísicas
El descubrimiento muestra que los astrónomos pueden estudiar las estrellas más antiguas en las galaxias de fondo del universo primitivo al combinar el potente efecto de lente gravitacional de los cúmulos de galaxias con los eventos de microlente gravitacional causados por objetos compactos en estos cúmulos de galaxias.
Mediante el uso de estos eventos, los astrónomos pueden estudiar y probar algunos modelos sobre la materia oscura en cúmulos de galaxias y observar eventos de alta energía (supernovas, estrellas variables) en galaxias jóvenes.